# Местни новини
„Местни новини“ (на английски: The Shipping News) е американски драматичен филм от 2001 г. на режисьора Ласе Халстрьом. Сценарият, написан от Робърт Нелсън Джейкъбс, е базиран на отличения с Пулицър едноименен роман на Ани Пру.

## Актьорски състав
- Кевин Спейси – Койл
- Джулиан Мур – Уейви Проуз
- Джуди Денч – Агнис Хам
- Кейт Бланшет – Петал
- Пийт Постълуейт – Търт Кард
- Скот Глен – Джак Бъгит
- Рис Айфънс – Бюфийлд Нитбийм
- Гордън Пинсент – Били Прети
- Джейсън Бер – Денис Бъгит
- Лари Пайн – Байонет Мелвил
- Катрин Мениг – Грейс Мусъп
- Марк Лорънс – Нолан

## Награди и номинации
| Категория                              | Номиниран(и)                           | Резултат                               |
| Награда на БАФТА (24 февруари 2002 г.) | Награда на БАФТА (24 февруари 2002 г.) | Награда на БАФТА (24 февруари 2002 г.) |
| -------------------------------------- | -------------------------------------- | -------------------------------------- |
| Най-добър актьор в главна роля         | Кевин Спейси                           | номинация                              |
| Най-добра актриса в поддържаща роля    | Джуди Денч                             | номинация                              |
| Златен глобус (20 януари 2002 г.)      |                                        |                                        |
| Най-добра филмова музика               | Кристофър Йънг                         | номинация                              |
| Най-добър актьор в драматичен филм     | Кевин Спейси                           | номинация                              |